# Suelo de vidrio

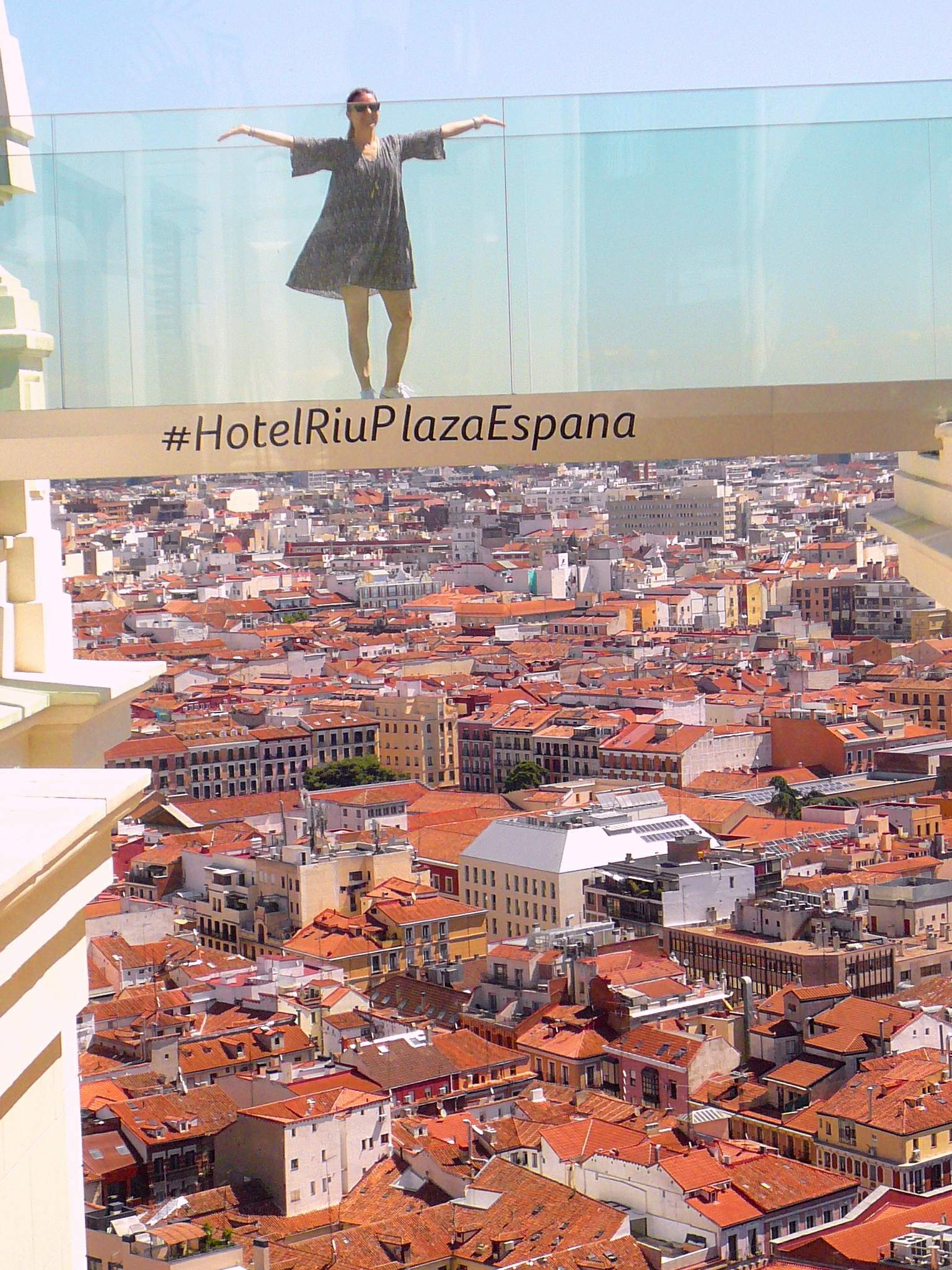
Suelo de vidrio en el Edificio España en Madrid, España.

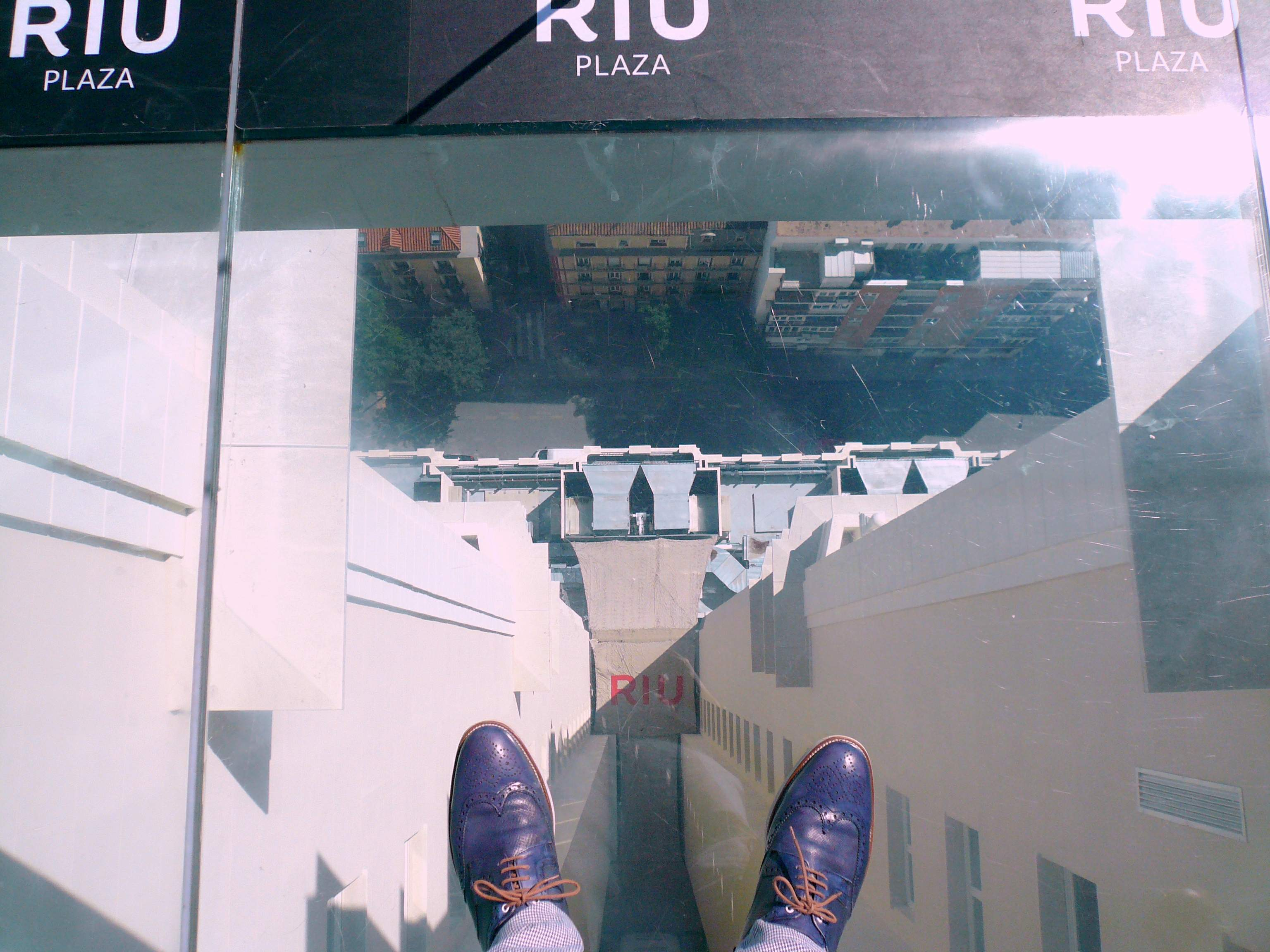
Vista por el suelo de vidrio del Edificio España en Madrid.

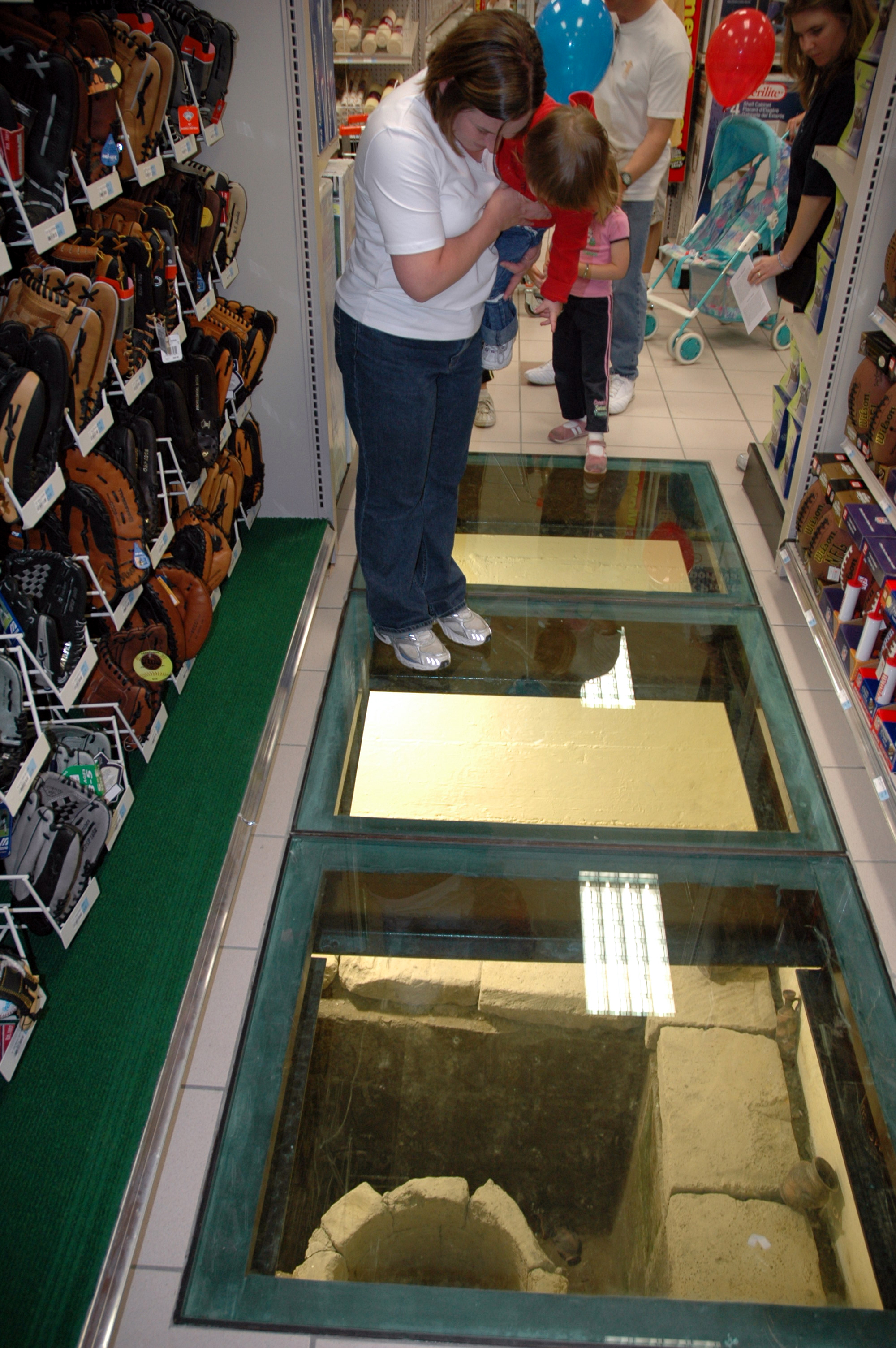
Vitrina de vidrio en el suelo que muestra artefactos romanos en Nápoles (Italia)

Los suelos de vidrio se fabrican con vidrio transparente cuando es útil para ver algo desde arriba o desde abajo; mientras que el vidrio translúcido se usa cuando no hay necesidad de ver a través del vidrio. Para ambos vidrios, se suele usar un vidrio templado, por su durabilidad y resistencia a la rotura.

## Materiales

El suelo de cristal también se utiliza en edificios de oficinas por cuestión de diseño.

Los suelos translúcidos a veces se colocan en aceras y pavimentos al aire libre, o en los suelos de espacios interiores bien iluminados, para iluminar el espacio de abajo. Estos generalmente se llaman luces de pavimento y tienen una larga historia.
El vidrio como material para suelos se utiliza tanto en estructuras residenciales como comerciales. Los ladrillos de vidrio huecos, conocidos como "adoquines de vidrio", se usan a menudo en combinación con un marco de metal. Los suelos de vidrio a menudo se iluminan desde abajo con luz natural o artificial, o se pueden tratar como superficies de suelo estándar iluminadas desde arriba.
Un fabricante alemán de suelos para canchas de squash se ha diversificado para fabricar suelos de vidrio para otros deportes, como el baloncesto. Sus suelos de vidrio suelen ser translúcidos en lugar de transparentes, y las marcas de las líneas se indican mediante iluminación led por debajo del suelo.
En ocasiones, se construyen vitrinas transparentes en el suelo, como en el Museo de Sídney en Australia, donde se muestran los restos de desagües y retretes en su contexto original, junto con otros artefactos arqueológicos.

## Atracciones turísticas
Por lo general, hecho de un vidrio templado que también está laminado para la resistencia estructural, un suelo transparente se usa a menudo como atracción turística. Los botes con fondo de vidrio son populares porque permiten una mejor vista del cuerpo de agua .
El nivel más alto sobre el nivel del suelo en una estructura independiente se encuentra en Lotte World Tower en Seúl, Corea del Sur, a 478 metros. A una altitud de 1.219 metros, uno de los suelos de vidrio más altos del mundo es el Grand Canyon Skywalk operado por la tribu indígena Hualapai en los Estados Unidos.[cita requerida]

### Planetarios
Algunos planetarios nuevos ahora cuentan con un suelo de vidrio, lo que permite a los visitantes pararse cerca del centro de una esfera rodeada de imágenes proyectadas en todas las direcciones, dando la impresión de flotar en el espacio exterior. Por ejemplo, un pequeño planetario en AHHAA en Tartu, Estonia, presenta una instalación de este tipo, con proyectores especiales para imágenes debajo de los pies y por encima de los visitantes.

### Incidentes
En Estados Unidos en mayo de 2014, la capa superior de un suelo de vidrio se hizo añicos espontáneamente en "The Ledge", una popular atracción turística a más de 457 metros sobre el nivel de la calle, cerca de la parte superior de la Torre Willis en Chicago. Los portavoces del arquitecto del edificio, Skidmore, Owings & Merrill, y la administración de la torre dijeron que el vidrio roto era una capa protectora y que otras dos losas de vidrio debajo eran lo suficientemente fuertes como para evitar que alguien se cayera.

## Uso para estudio
Los estudios científicos de la locomoción y la marcha han utilizado suelos de vidrio para permitir vistas desde todos los ángulos.
Los artistas también han utilizado suelos de cristal para estudiar el escorzo. El pintor surrealista español Salvador Dalí hizo construir uno para ayudarlo con las perspectivas dramáticas en su obra de arte.

## Observatorios con suelos de cristal

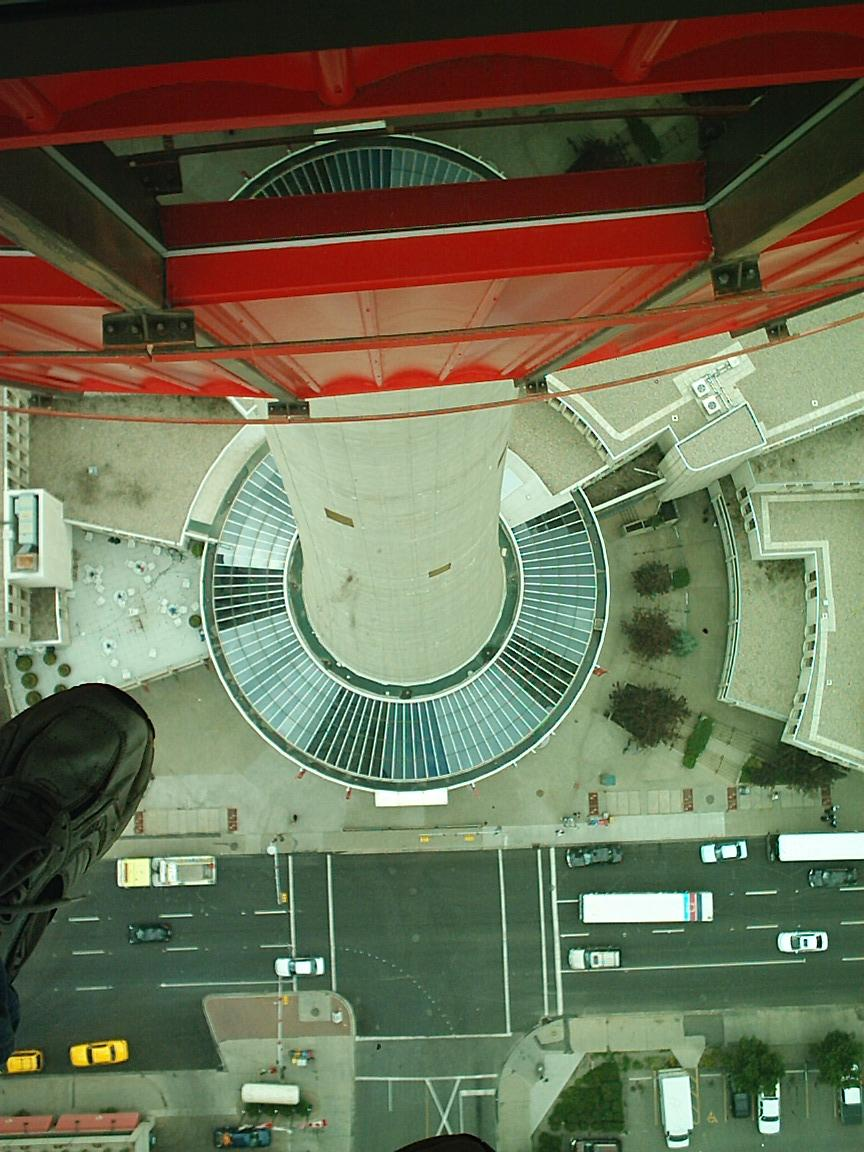
Calgary Tower en Canadá
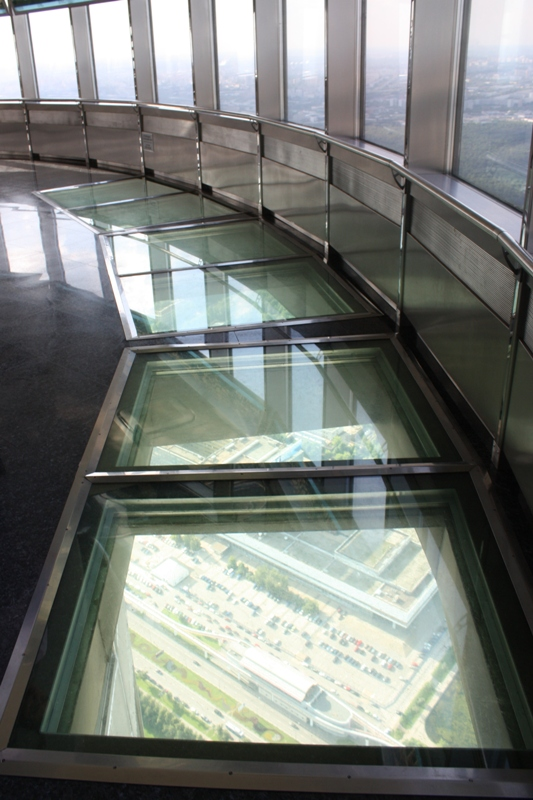
La Torre Ostánkino en Moscú, Rusia
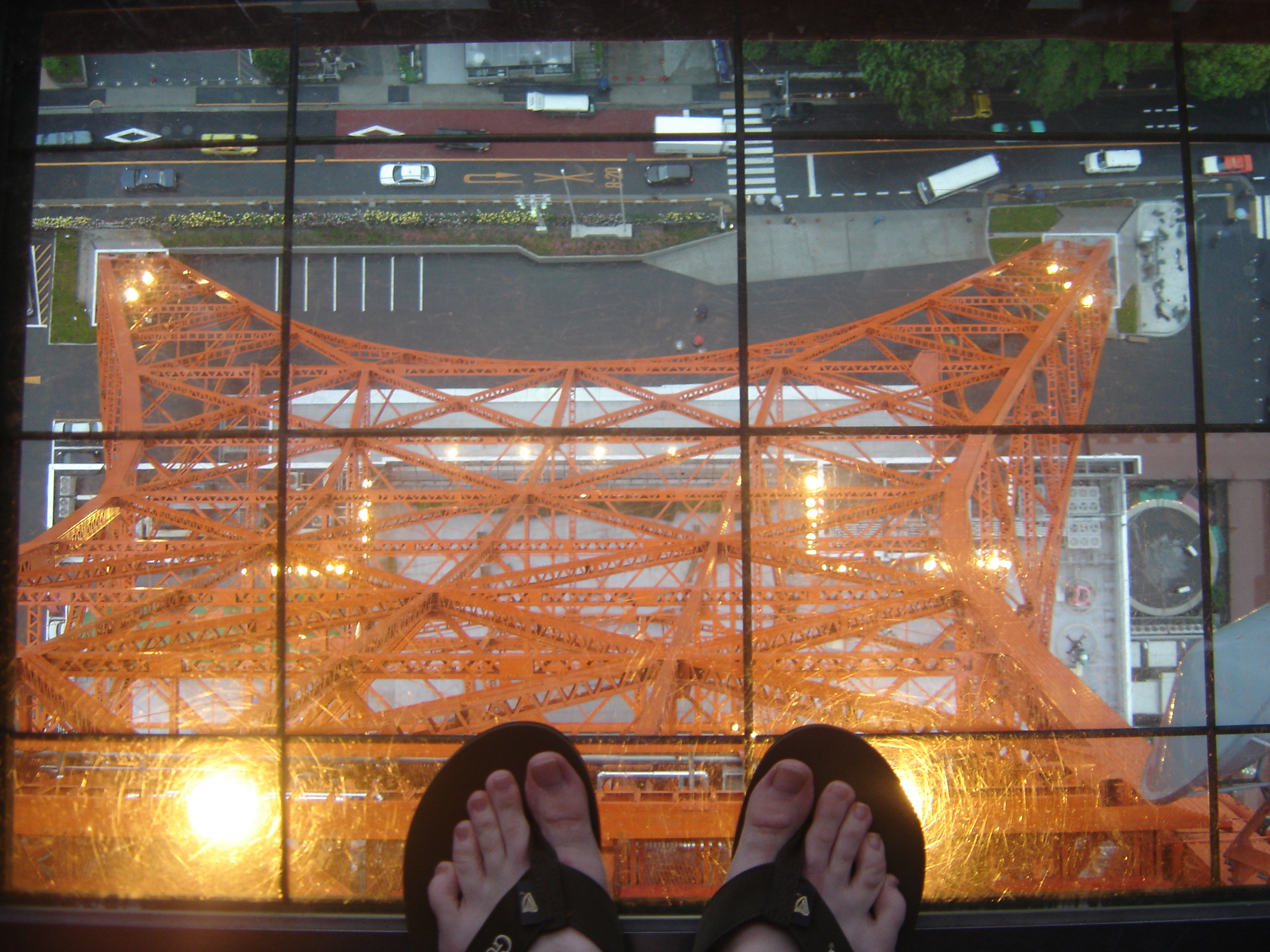
La Torre de Tokio en Japón
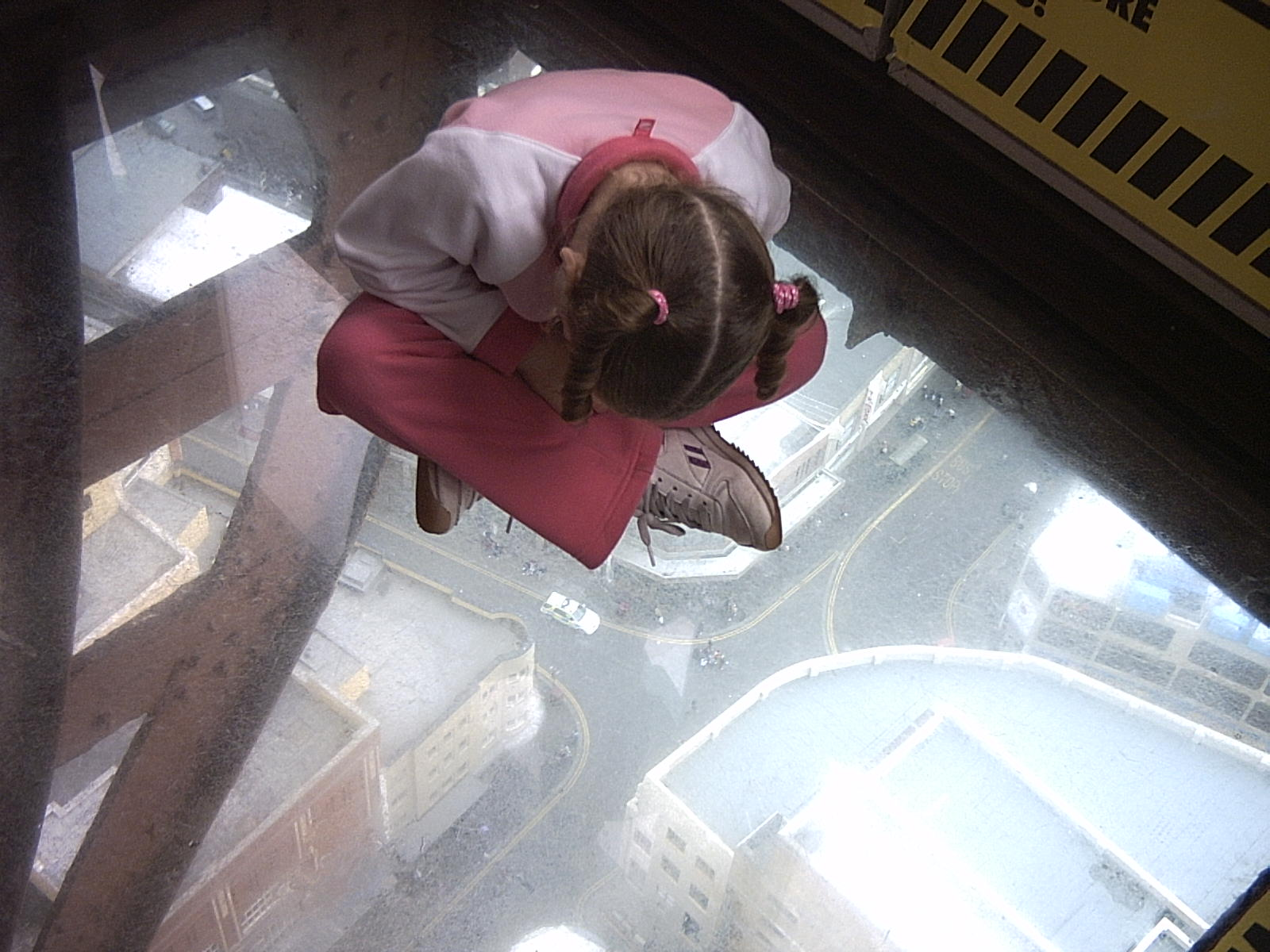
La Torre de Blackpool en Lancashire, Reino Unido
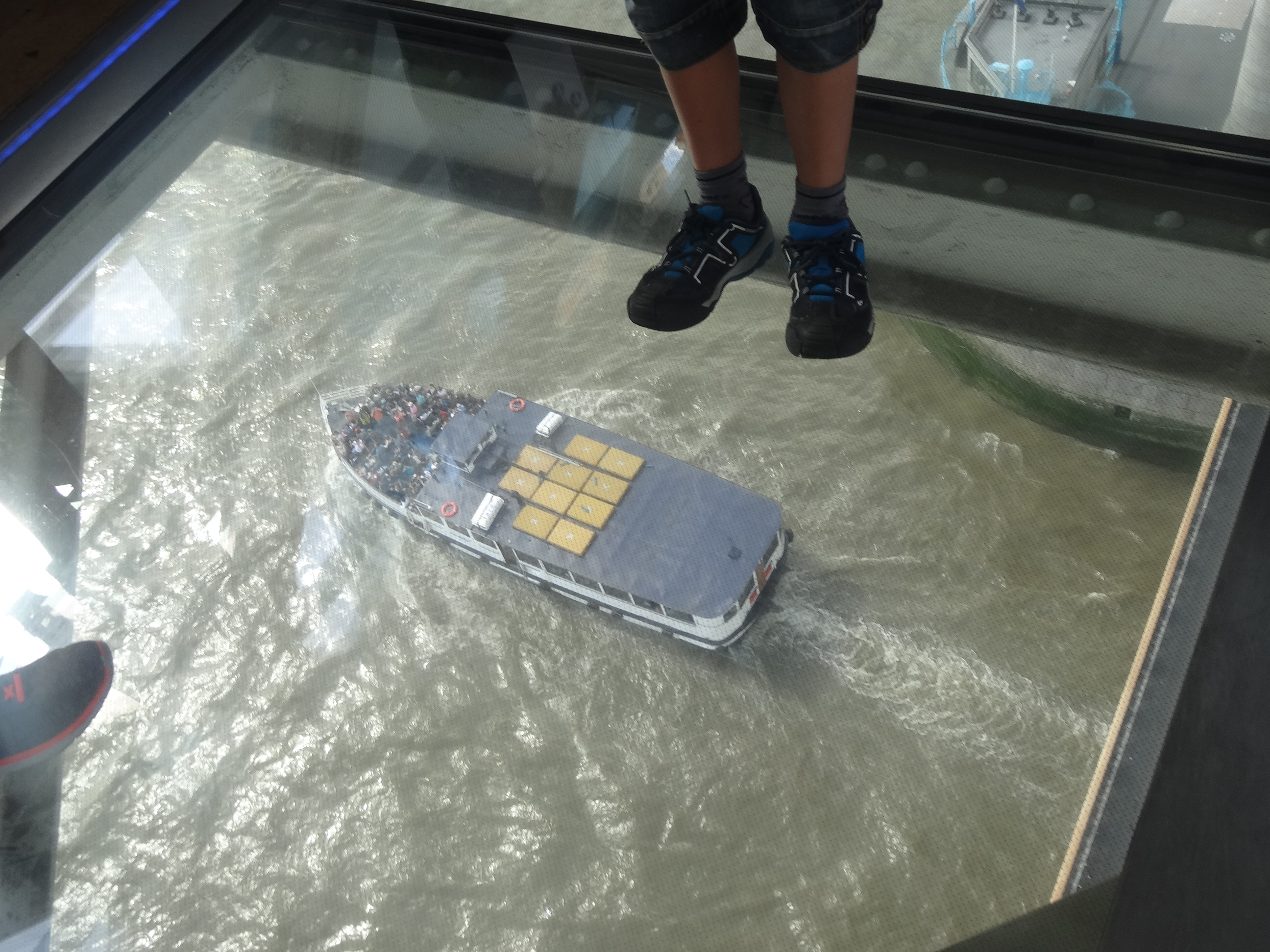
El Puente de la Torre en Londres, Reino Unido